# 로마 오페라 극장

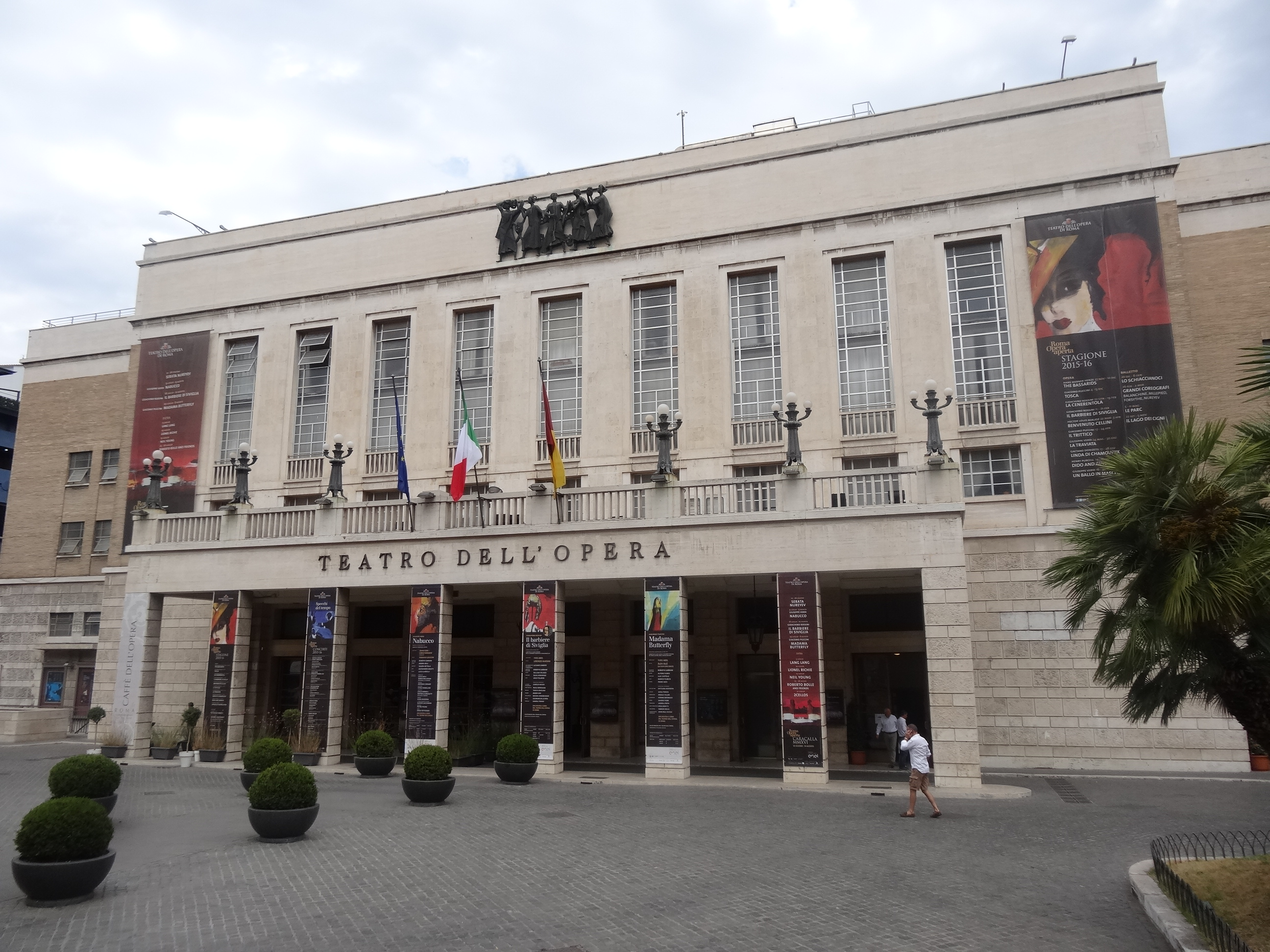

로마 오페라 극장(Roma 歌劇場, Teatro dell`Opera di Roma)는 로마에 있는 가극장이며, 아직도 이 극장의 공식적인 명칭으로 1877년 이 극장을 설립했던 도메니코 코스탄치(Domenico Costanzi)의 이름을 따 코스탄치 극장(Teatro Costanzi)이라고 부르기도 한다.
로마의 종착역 근방에 있는 이 가극장은 이탈리아의 3대 극장이라 하기보다 유럽의 7대 가극장의 하나로 유명하다. 옛날에는 코스탄치 극장이라 하였고 <카발레리아 루스티카나>나 <토스카>를 초연한 역사가 있으며 그 뒤에는 '테아트로 레아레'라 하여 무솔리니가 밀라노의 스칼라 극장처럼 하려고 개조, 객석을 2,200에서 3,000으로 증가시키고 일류 가수와 일류 지휘자를 갖추어 지적인 향상에 힘썼다. 그러나 제2차 세계대전 후에 명칭도 '테아트로 데로펠라'로 바꾸고 전면적으로 보수하여 현재는 2,300석 정도로 객석이 감소하였다. 이 극장은 음향 효과가 녹음에 적합하여 이 극장에서의 레코드 녹음이 많다.

## 같이 보기
- 다니엘레 가티
- 피에트로 마스카니
- 리카르도 무티
- Piacentini
- 자코모 푸치니